# Koelvloeistof (auto)

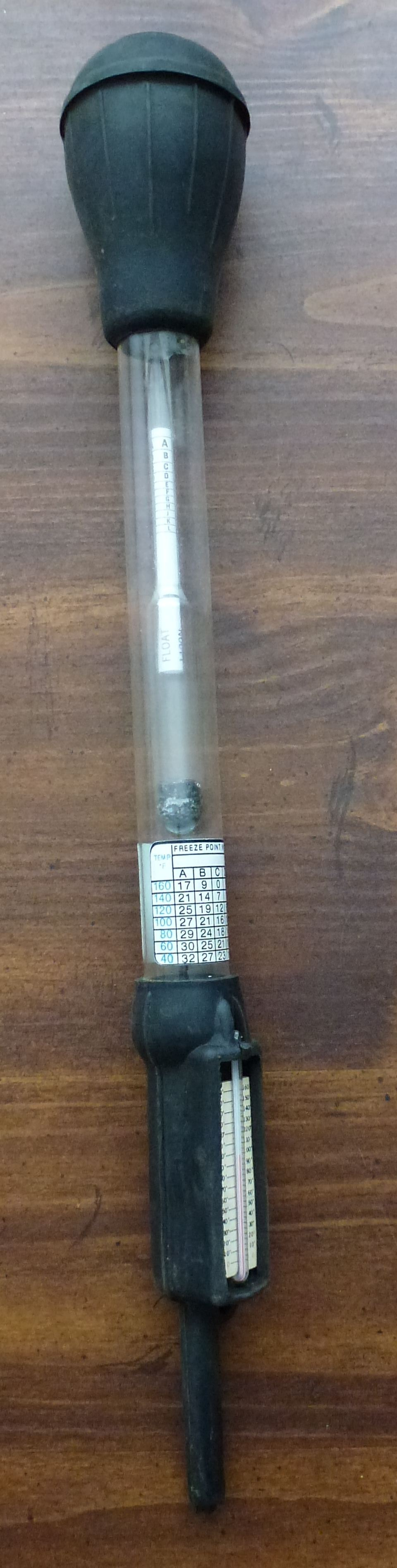
Apparaat om te bepalen tot welke temperatuur de koelvloeistof van de auto beschermd wordt tegen bevriezing.

De koelvloeistof in een verbrandingsmotor is een vloeistof die wordt gebruikt om overtollige warmte af te voeren, die anders de motor zou beschadigen. Meestal is deze vloeistof water met enkele toevoegingen.
Koelvloeistof voor een auto bestaat uit gedemineraliseerd water waaraan antivries, een middel tegen schuimvorming, smeermiddel en een anticorrosiemiddel is toegevoegd. De koelvloeistof voor een auto heeft een hoog kookpunt, rond de 135°C, en dient goed tegen vorst te kunnen, tot wel −35°C. Na verloop van tijd veranderen de eigenschappen van de koelvloeistof door veroudering.

## Eigenschappen koelvloeistof
In een verbrandingsmotor komt ongeveer 1/3 van de energie vrij als warmte. Als deze niet wordt afgevoerd, raakt de motor oververhit, en uiteindelijk treden dan onomkeerbare vervormingen op. De warmte wordt daarom via de koelvloeistof uit de motor afgevoerd, en uiteindelijk in de radiateur aan de atmosfeer afgegeven. Gemiddeld wordt er per minuut 150 liter koelvloeistof door het koelsysteem van de motor rondgepompt.
Koelvloeistoffen zijn er in verschillende samenstellingen met elk hun eigen goedkeuringen en eigenschappen. Bij de ontwikkeling van een koelvloeistof wordt rekening gehouden met de diverse materialen van het koelsysteem, zoals: 
- Cilinderloopvlak
- Cilinderkop en koppakking
- Rotor
- Thermostaat
- Waterpomp (behuizing, rotor)
- Radiateur
- Radiateur-slangen en expansievat
- Warmtewisselaar
- Oliekoeler
- Turbolader
- Intercooler

Er zijn tot aan 100 verschillende materialen waarmee een koelvloeistof in aanraking kan komen. 
De belangrijkste functies van het koelmiddel zijn:
- Effectieve warmteafvoer
- Voorkomen van ijsvorming
- Bescherming tegen corrosie
- Voorkomen van koken
- Voorkomen van cavitatie

Water is een voordelig koelmiddel, maar heeft een aantal beperkingen. Het bevordert corrosie, kookt bij 100 °C en bevriest bij 0 °C. Om aan alle functies te voldoen is er koelvloeistof ontwikkeld. Kant en klare koelvloeistof is een samenstelling van water, ethyleenglycol en additieven. De verhouding tussen water en ethyleenglycol is bepalend voor de vorst- en corrosiebescherming.

## Technologieën
Er is een aantal technologieën, onderscheidend voor het type koelvloeistof:
Silicaat-houdende koelvloeistoffen:
- Vormen een beschermende laag
- Beschermen het gehele koelsysteem tegen corrosie, cavitatie en afzettingen
- Langzame afbouw van additieven
- Levensduur corrosiebescherming circa 2-3 jaar

"Organic Acid Technolgie" (OAT)-koelvloeistoffen:
- Silicaatvrij
- Beschermen het gehele koelsysteem tegen corrosie, cavitatie en afzettingen
- Selectieve aanspraak op additieven
- Levensduur corrosiebescherming circa 5 jaar

Si-OAT-koelvloeistoffen:
Deze koelvloeistof combineert de goede eigenschappen van beide bekende technologieën.
De keuze voor een koelvloeistof wordt vooral bepaald door het voorschrift van de fabrikant. Gemiddeld duurt de ontwikkeling van een koelvloeistof 3 tot 4 jaar voordat deze goedgekeurd is volgens de normen van een bepaalde fabrikant. De moderne ontwikkelingen worden met name gestuurd door de geringere inhouden van koelsystemen, stijging van de koelwater-temperaturen, verschillende materiaalsoorten, nieuwe motortechnologieën en alternatieve brandstoffen.